# Ken Chu
Ken Chu (chino: 朱孝天, pinyin:.. Zhū Xiaotian nacido el 15 de enero de 1979, es un cantante, actor y compositor taiwanés integrante de la banda F4, habla mandarín, cantonés e inglés.

## Carrera
Chu trabajaba como camarero cuando fue descubierto por Cai Zhiping, el creador de la banda F4 . Se inició en el mundo del espectáculo como un trabajo a tiempo parcial, como asistente para algunos artistas. Luego de debutar como actor en varias series de éxito, se convirtió en un ídolo del escenario. Actuó en las series de televisión, como Meteor Garden, and its sequel, Meteor Garden II. He was the lead in Sky of Love (2003) y Tokyo Trial (2006).
En enero de 2005 , lanzó su álbum debut como solista titulado, On Time de Ken. De este álbum lanzó sus primeros singles como "永不 停止" (sin detenerse ) y " La La La ", en la que fueron nominados como las 10 canciones de oro por los Premios TVB8 en Hong Kong, presentado por un canal de televisión TVB8, en 2005. 
También publicó un libro de cocina titulado, Mei Wei Guan Xi (Deliciosas Relaciones) el 5 de enero de 2006. Fue lanzado en China el 4 de julio de 2006 y cuatro meses más tarde en Japón. Chu se centra ahora en su carrera como actor en solitario y cuenta con una enorme base de fanes por el resto de Asia.

## Filmografía

### Películas
| Año  | Título                             | Personaje   | Producción |
| ---- | ---------------------------------- | ----------- | ---------- |
| 2003 | Sky of Love                        | Wen Jia Hui |            |
| 2006 | Dongjing Shenpan                   | Xiao Nan    |            |
| 2007 | Batanes: Sa Dulo Ng Walang Hanggan | Kao         |            |
| 2009 | L-O-V-E                            |             |            |

### Series de televisión
| Año  | Título                     | Personaje          | Canal  |
| ---- | -------------------------- | ------------------ | ------ |
| 2000 | Great Teacher              | Chen Jia Bao       | CTS    |
| 2001 | Meteor Garden              | Xi Men             | CTS    |
| 2001 | Poor Prince                | He Fu              | CTS    |
| 2001 | Marmalade Boy              | Yuu                | CTS    |
| 2002 | Sunflower                  | Xiao Long          | CTS    |
| 2002 | Hi! Working Girl           | Himself            | CTV    |
| 2002 | Come To My Place           | Tian Jian          | CTV    |
| 2002 | Meteor Garden II           | Xi Men             | CTS    |
| 2003 | Love Storm (TV drama)      | Wan Bao Long       | CTS    |
| 2004 | City of Sky                | Lu Bin Fei         | CCTV   |
| 2007 | The Legend of Chu Liuxiang | Chu Liuxiang       | CCTV-8 |
| 2008 | Wish to See You Again      | Ding Yu Hao 丁雨豪 | CTS    |
| 2009 | Momo Love                  | Chen Qi            | CTV    |
| 2011 | Remember, About Us         | Luo Jia Jun 駱家駿 | CTI    |
| 2011 | No Promise Love            | 韩嘉琪             |        |
| 2012 | Hero                       | 范蠡               |        |

## Discografía

### Álbum de estudio (solo)
| Álbum # | Información | Pista |
| ------- | --- | --- |
| 1st     | On Ken's Time (永不停止) - Format: Studio album (CD) - Released: 7 de enero de 2005 - Label: Sony Music Taiwan - Language: Mandarín - Genre: Mandopop               | 1. "永不停止" 2. "可是我" 3. "La La La" 4. "一個好人" 5. "一個壞人" 6. "黑白" 7. "兄弟姐妹" 8. "中計" 9. "傻情人" 10. "復活" 11. "領悟" 12. "帶我離開" |
| 2nd     | Getting Real (New Songs + Collection) - Format: Studio album (2CD) - Released: 6 de enero de 2009 - Label: Sony Music Taiwan - Language: Mandarín - Genre: Mandopop | CD 1 1. "走出昨天" 2. "問號?" 3. "錯了路" 4. "好心情" 5. "Rain" 6. "愛不停止" (Special Collectable Version) CD 2 1. "愛不會一直等你" 2. "聽見愛" 3. "Inside of my Guitar" 4. "一個好人" 5. "無所謂" 6. "黑白" 7. "可是我" 8. "永不停止" 9. "Here We Are" 10. "復活" 11. "中計" 12. "領悟" 13. "傻情人" 14. "晴天" 15. "帶我離開" |

Banda sonora
- 2003 - Love Storm - "Inside of My Guitar"

### Con F4
| Álbum # | Información | Pista |
| ------- | --- | --- |
| 1st     | Meteor Rain (流星雨) - Format: Studio album (CD) - Released: 28 de agosto de 2001 - Label: Sony Music Taiwan - Language: Mandarín - Genre: Mandopop                                                                        | 1. Here We Are 2. 愛不會一直等你 - (ai bu hui yi zhi deng ni / Love Will Not Wait For You)                    |
| 2nd     | Fantasy 4ever (煙火的季節) - Format: Studio album (CD) - Released: 18 de diciembre de 2002 - Label: Sony Music Taiwan - Language: Mandarín - Genre: Mandopop                                                               | 1. 晴天 - (qing tian / One Fine Day) 2. 當你是朋友 (dang ni shi peng you / You As A Friend) - Vanness and Ken |
| 3rd     | 360 Degrees:F4 Five Years Glorious Collection (360度定番精選輝煌五年全記錄) - Format: Greatest hits album (2CD+2DVD) - Released: 28 de noviembre de 2006 - Label: Sony Music Taiwan - Language: Mandarín - Genre: Mandopop | |
| 4th     | Waiting for you (在這裡等你) - Format: Studio album (CD) - Released: 28 de diciembre de 2007 - Label: Sony Music Taiwan - Language: Mandarín - Genre: Mandopop                                                             | 1. 愛不停止 (ai bu ting zhi / Love Nonstop) 2. 無所謂 (wu suo wei / Doesn't Matter)                           |

## Libros
- Mei Wei Guan Xi (Delicious Relations) - cookbook

- Con F4
  - F4@Tokyo - 2005 photobook
  - Comic Man - The First Anniversary of F4 - 2002 photobook
  - Meteor In Barcelona  - 2002 photobook
  - F4 Music Party - 2001 photobook

## Endorsements
- Qingdao Beer (2002, Taiwán)
- Acer Mobile Phones (2000, Taiwán)

- Con F4
  - Pepsi - 2002~2005 Taiwan, Hong Kong, China
  - YAMAHA - 2003 South East Asia
  - S&K - 2002-2006 Taiwan, Hong Kong, China
  - Asgard On-line Game - 2003 Taiwan
  - Mingle Sneakers - 2002 Hong Kong
  - Lenovo computer - 2002 China
  - Lupiao Shampoo - 2002 China
  - Chinesegamer On-line Game - 2001 Taiwan
  - Siemens 2118 - 2001 Taiwan

## Conciertos
- 2008 KEN CHU CONCERT 2009 ~Freedom~ March 21–22, 2009 Tokyo, Japan / 24 de marzo de 2009 Osaka, Japan.
- 2008 [I-KEN] 2nd Solo Concert March 8–9, 2008 Tokyo, Japan.
- 2007 [I-KEN] 1st Solo Concert February 24–25, 2007 Tokyo, Japan.
- F4 Forever 4 - March 22–25, 2006 Hong Kong.
- On Ken's Time Mini Concert - 2005 Hong Kong.
- F4 Bangkok Fantasy - 2004 Tailandia
- F4 Happy New Year 2004 - 2003 Philippines
- The Event (with Vanness and ASOS) - 2003 Philippines.
- Fantasy F4ever Live Concert World Tour - 2002~2003 Taiwán, Hong Kong, Malaysia, Indonesia, Singapore, China and the U.S.
- F4 Music Party - 2001 Taiwán.

## Drama/ Teatro
- Played the main lead in the recently concluded mainland comedy stage play,  " Love on A Two Street/He and His Two Wives", which played to different cities in China from November 2009 to February 2010.